# Marino Marić
Marino Marić (* 1. Juni 1990 in Mostar, SR Bosnien und Herzegowina, SFR Jugoslawien) ist ein kroatischer Handballspieler.

## Karriere

### Verein
Der 1,96 Meter große und 108 Kilogramm schwere Kreisläufer stand von 2009 bis Anfang 2014 bei RK Zagreb unter Vertrag, wo er auch in der EHF Champions League spielte. Mit Zagreb gewann er 2010, 2011, 2012 und 2013 die Meisterschaft und den Pokal. Im Januar 2014 wechselte er zum slowenischen Erstligisten RK Branik Maribor. Ab Sommer 2014 lief er für den deutschen Bundesligisten MT Melsungen auf, mit dem er das Finale des DHB-Pokals 2019/20 erreichte. Ab der Saison 2022/23 stand er beim SC DHfK Leipzig unter Vertrag. Im Februar 2023 wurde die vorzeitige Vertragsauflösung bekanntgegeben. Darauf wechselte er mit sofortiger Wirkung zum Ligakonkurrenten TVB Stuttgart. Im Sommer 2024 verließ er den Verein.

### Nationalmannschaft
Bei der 3. Jugend-Weltmeisterschaft im Jahr 2009 gewann er mit dem kroatischen Team den Titel und wurde in das All-Star-Team gewählt. Anschließend wurde er auch in die Männer-Nationalmannschaft berufen, mit der er bei der Europameisterschaft 2012 und bei der Weltmeisterschaft 2013 jeweils die Bronzemedaille gewann. Bei der Europameisterschaft 2020 unterlag er mit den Kroaten im Endspiel Spanien.